# Karl-Heinz von Hassel
Karl-Heinz von Hassel (* 8. Februar 1939 in Hamburg; † 19. April 2016 ebenda) war ein deutscher Schauspieler.

## Leben
Karl-Heinz von Hassel absolvierte eine Kaufmannsausbildung und nahm gleichzeitig Schauspielunterricht bei Gertrud Braun und Richard Münch. 1961 debütierte er am Schleswig-Holsteinischen Landestheater Schleswig. Weitere Bühnenstationen waren die Bühnen der Stadt Bielefeld, das Stadttheater Konstanz, das Theater der Freien Hansestadt Bremen, das Schauspielhaus Zürich, das Staatstheater Braunschweig, das Württembergische Staatstheater Stuttgart und das Deutsche Schauspielhaus Hamburg.
Ab 1966 war er regelmäßig im Fernsehen zu sehen. Unter Rainer Werner Fassbinder wirkte er auch in einigen Spielfilmen mit. Als Rollentypus verkörperte der großgewachsene von Hassel immer wieder Offiziere, fand sich aber auch oft in der Rolle des Industriearbeiters besetzt. Karl-Heinz von Hassel starb in der Nacht zum 19. April 2016 im Alter von 77 Jahren nach kurzer schwerer Krankheit in Hamburg. Er ruht auf dem Ohlsdorfer Friedhof in seiner Heimatstadt. Karl-Heinz von Hassel war seit 1963 mit seiner Frau Karin verheiratet. Ihr gemeinsamer Sohn Claudio arbeitet als Orchesterschlagzeuger. Karin von Hassel (1936–2018) wurde zu ihrem Mann beigesetzt.

### Tatort-Kommissar Brinkmann
Nachdem er schon in den 1970er Jahren als Täter, Opfer oder Assistent in der ARD-Reihe Tatort mitgewirkt hatte, übernahm von Hassel ab dem 13. Oktober 1985 als Kommissar Edgar Brinkmann die Ermittlerrolle beim Hessischen Rundfunk am Tatort Frankfurt am Main. Mit dieser Figur wurden bis zum 16. September 2001 insgesamt 28 Folgen produziert.
Als Fliege tragender, etwas steif wirkender Kommissar Brinkmann war er eher der klassische Verhörspezialist und Schreibtischarbeiter im Gegensatz zu aktionsorientierten Ermittlern wie Horst Schimanski oder Max Ballauf. In den letzten Jahren als Kommissar wurde die steife Körperhaltung von Hassels mit starken Rückenschmerzen begründet, an denen Brinkmann litt.

## Filmografie (Auswahl)
- 1966: Old Shaky
- 1967: Die fünfte Kolonne (Fernsehserie, Folge Ein Anruf aus der Zone)
- 1967: Cliff Dexter (Fernsehserie, Folge 2.06 Doppelte Prämie)
- 1968: Mord in Frankfurt
- 1968: Aktenzeichen XY ungelöst, Folge 6
- 1968: Das Ferienschiff (Fernsehserie, 3 Folgen)
- 1969: Marinemeuterei 1917
- 1969: Das Wunder von Lengede
- 1970: Wie eine Träne im Ozean
- 1970: Ende der Vorstellung 24 Uhr
- 1970: Der Portland-Ring
- 1970: Das Kriminalmuseum (Fernsehserie, Folge Wer klingelt schon zur Fernsehzeit)
- 1971: Tatort – Auf offener Straße (Fernsehreihe)
- 1971: Operation Walküre
- 1971: Ein Vogel bin ich nicht (Fernsehfilm)
- 1972: Tatort – Strandgut (Fernsehreihe)
- 1972: Die Rote Kapelle
- 1972: Die merkwürdige Lebensgeschichte des Friedrich Freiherrn von der Trenck
- 1973: Tatort – Jagdrevier (Fernsehreihe)
- 1973: Im Auftrag von Madame (Fernsehserie, Folge: Ein Scheich zuviel)
- 1974: Im Vorhof der Wahrheit
- 1974: Die unfreiwilligen Reisen des Moritz August Benjowski
- 1974: Tatort – Gefährliche Wanzen (Fernsehreihe)
- 1975: Stellenweise Glatteis
- 1974: Tatort – Die Rechnung wird nachgereicht (Fernsehreihe)
- 1975: LH 615 – Operation München
- 1976: Tatort – Augenzeuge (Fernsehreihe)
- 1976:  Tatort – Zwei Flugkarten nach Rio (Fernsehreihe)
- 1976: Vier gegen die Bank
- 1977: Bolwieser
- 1978: Heinrich Heine
- 1978: Jauche und Levkojen
- 1978: Wallenstein
- 1979: Die Ehe der Maria Braun
- 1979: Das Ding
- 1979: Die Buddenbrooks
- 1980: Tatort – Kein Kinderspiel (Fernsehreihe)
- 1980: Tatort – Hände hoch, Herr Trimmel! (Fernsehreihe)
- 1981: Lili Marleen
- 1981: Der Fuchs von Övelgönne – Ein Fall für Lehmitz
- 1981: Lola
- 1982: Ein Fall für zwei, Folge 6: Brandstiftung
- 1982: Der Androjäger, Folge 4: Der Mann ohne Farbe (Titelrolle)
- 1982: Querelle
- 1983: Im Zeichen des Kreuzes
- 1983: Kiez – Aufstieg und Fall eines Luden
- 1984: Abgehört
- 1985: Backfischliebe (Literaturverfilmung)
- 1985–2001: Tatort, als Kriminalhauptkommissar Edgar Brinkmann
- 1986: Der Sommer des Samurai
- 1987: Großstadtrevier
- 1988: Die Geierwally
- 1988: Der Alte – (Folge 129: Brief eines Toten)
- 1988: Schwarz Rot Gold – Schwarzer Kaffee (Fernsehserie)
- 1989: Affäre Nachtfrost
- 1993: Die Denunziantin
- 1995: Evelyn Hamanns Geschichten aus dem Leben – Der Wasserhahn
- 1997: Evelyn Hamanns Geschichten aus dem Leben – Wege zum Ruhm
- 2012: In aller Freundschaft (Fernsehserie, eine Folge)